# Використання енергії пари під час промислової революції
Використання енергії пари під час промислової революції

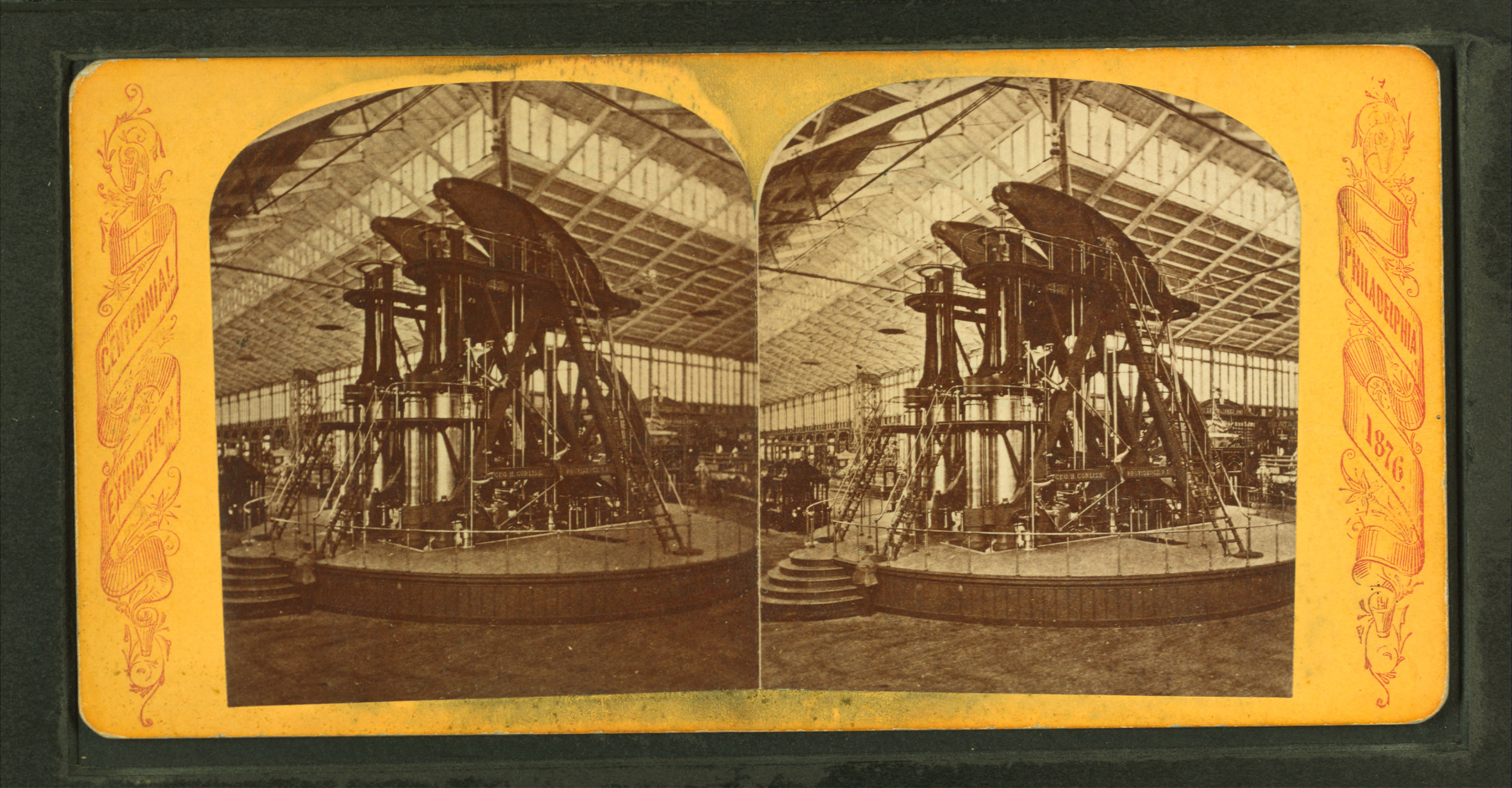
Паровий двигун Corliss Engine на Міжнародній виставці мистецтв, виробників і продуктів гірництва в 1876 р.

На системні перетворення в промисловості XVIII – XIX ст. безпосередньо впливали революційні винаходи в теплотехніці, гірничо-металургійній справі, транспорті, машинобудуванні, які привели до динамічних процесів технічного поступу й сформували нові масштабні потреби корисних копалин, зокрема – кам’яного вугілля та залізної руди.
Одним із головних чинників, що зумовив суттєві зміни в більшості галузей промисловості, був винахід парової машини й використання парової енергії замість традиційної м’язової сили людини й тварин, енергії вітру та водного потоку. Ідеї парових машин відомі з часів античності (Герон Олександрійський, Архімед). Зберігся опис давньої парової машини, зроблений Леонардо да Вінчі, проте можливість її практичного застосування залишалася сумнівною. Значним кроком на шляху створення парового двигуна були дослідження французького фізика Дені Папена, який зрозумів і об’єктивно оцінив енергетичний потенціал водяної пари, першим правильно описав пароатмосферний цикл (1690 р.), запропонував схему парового котла із запобіжним клапаном, але як технік не зумів реалізувати їх у конструкції машини. 
Перша парова машина була створена 1698 р. англійським винахідником Томасом Севері, який на той час був управителем на шахті в Корнуолі. Опис машини Т. Севері подав у своїй книзі „Друг шахтаря, або двигун для піднімання води вогнем” (1702 р.). Це був паровий насос для відкачування шахтних вод, у якому пара, необхідна для роботи насоса, утворювалась в окремому котлі, а вода піднімалась всмоктувальною трубою в насосний резервуар (у ньому утворювався знижений тиск під час зовнішнього охолодження), звідки парою витискувалась у стічний жолоб. Хоча насос Севері мав серйозні недоліки: низька потужність, переривчастий режим роботи, велика енергоємність („з’їдав” багато палива), він відразу дістав практичне застосування на копальнях Англії, оскільки проблема шахтних водопритоків на той час не була розв’язана. Варто підкреслити, що перша парова машина („Друг шахтаря”) була створена для гірничих потреб і впроваджена в шахтах на вісім десятиріч раніше, ніж з’явилася в інших галузях промисловості, причому подальший розвиток теплотехніки тривалий час був також пов’язаний із шахтним водовідливом і вентиляцією.
Наступний крок на шляху вдосконалення шахтних парових машин зробив англійський винахідник (коваль за професією) Томас Ньюкомен. Його пароатмосферна машина для помпування шахтних вод (1712 р.), крім парового агрегату, мала окремий циліндр, усередині якого рухався поршень. Вона забезпечувала піднімання води з глибини 80 м, що задовольняло значну кількість копалень, а в більш глибоких шахтах машини розташовували на різних горизонтах одна над одною. У XVIII ст. машини Ньюкомена широко застосовувались на шахтах Англії, Франції, Центральної Європи (рис. 6.33). 1722 р. шість таких машин було встановлено на рудниках Банської Штявниці (Словаччина), яка була одним із лідерів технічного оснащення шахт у Європі. 
Першу „вогнедіючу машину” в Росії сконструював і збудував шихтмейстер Барнаульського мідеплавильного заводу Іван Ползунов (1765 р.). Вона відрізнялась застосуванням двох робочих циліндрів і призначалася для вдування повітря в плавильну піч. На жаль, упроваджена вже після смерті винахідника, машина працювала менше двох місяців (у котлі виникла теча) і, незважаючи на високу ефективність, була демонтована й забута. Мрія Ползунова про те, „щоб уживання подібних речей у звичай ввести”, відклалася на кілька десятиріч і почала впроваджуватися в Російській Імперії вже під наглядом іноземних інженерів (Карл Гаскойн та його команда). Перша парова машина на території України була споруджена 1797 р. на вугільній шахті в Лисичому Байраку (м. Лисичанськ Луганської обл.) під керівництвом англійського інженера Г. Шерифа. Серед недоліків пароатмосферних машин, які стримували їх швидке розповсюдження, треба назвати громіздкість і паливну „ненажерність”, що підкреслено відомим жартівливим висловом: „Для виготовлення такої машини потрібно мати залізний рудник, а для експлуатації – вугільну шахту”.
Значного прогресу у використанні парової енергії було досягнуто винаходом універсального парового двигуна (1784 р), який належить шотландському дослідникові Джеймсові Ватту. Робота над створенням  двигуна розпочалась ще 1764 р., коли професор Дж. Андерсен звернувся до майстра з виробництва точних інструментів Дж. Ватта (обидва працювали в університеті Глазго)  з дорученням полагодити діючий макет парової машини Ньюкомена. Докладно вивчаючи цю машину, майстер дійшов висновку про  великі непродуктивні витрати пари і відповідно – палива на її утворення. Задля вдосконалення конструкції машини Ватт після різноманітних дослідів запропонував проводити конденсацію пари в окремому резервуарі – конденсаторі, що сполучався з робочим циліндром (патент 1769 р.). 
Щасливою подією була пропозиція провідного промисловця Британії Метью Болтона, якого вважають одним із „батьків” англійської промислової революції, запросити Ватта на посаду головного механіка машинобудівного заводу в Сохо поблизу Бірмінгема й надати широкі можливості для створення й вдосконалення парових машин. Переваги нових машин Ватта, у яких на чверть були скорочені витрати палива, дозволили у стислі терміни витіснити машини Ньюкомена на гірничих підприємствах Британії. Так, тільки для мідних рудників Корнваліса на заводі в Сохо було виготовлено 20 машин. 
Незважаючи на помітні технічні успіхи, конструкція парової машини, як і раніше, могла використовуватися лише для викачування води чи нагнітання повітря, тобто як насос. Розуміючи величезний потенціал використання парової енергії не тільки в гірництві, але й у інших галузях, Ватт працює над створенням універсальної машини, яка б мала вал з насадженим на нього колесом, що могло б безперервно обертатися й передавати роботу іншим органам. Це завдання було блискуче виконане Ваттом. На відміну від інших машин, у новій конструкції використовували принцип подвійної дії, тобто пара поперемінно діяла то на один, то на інший бік поршня. Для подавання пари в різні порожнини робочого циліндра було застосовано спеціальний золотник, а вирівнювання обертального руху забезпечувалось маховим колесом. Для переведення коливального руху поршня в безперервний винахідник запропонував  спеціальний механізм (т. зв. „паралелограм Ватта”), а також кілька способів перетворення прямолінійного руху на обертовий.
У середині 80-х років XVIII ст. конструкція універсальної парової машини (двигуна) подвійної дії була завершена, що вможливило ефективне використання енергії пари майже у всіх галузях господарства. Досить швидко машини Ватта впроваджуються на текстильних фабриках, ще більш широко – на гірничих підприємствах, на металургійних і машинобудівних заводах, особливо після винаходу парового молота. Але найбільш масове застосування парових машин пов’язано з винаходом рейкового й водного парового транспорту.
Думка про використання енергії пари для потреб транспорту з’явилась ще в XVIII ст. Уже тоді було створено кілька парових возиків (конструкції Ніколя Коньо, Вільяма Мердока, Йосипа Божека), які, хоча й довели можливість самостійного руху, але через численні недоліки не мали практичного використання (загалом проблема створення ефективного парового автомобіля ніколи не була розв’язана). Велику перспективу дістав інший спосіб транспортного застосування парової машини – рейковий паротяг. Слід зазначити, що дерев’яні рейки широко застосовували на шахтному транспорті ще з часів середньовіччя. Доведено, що людина або кінь може переміщати вантаж на колісно-рейкововому ходу в декілька разів важчий, ніж на колісному, оскільки опір руху рейками значно нижчий . Перші чавунні рейки з’явилися на шахтах і рудниках Англії наприкінці 60-х років XVIII ст. 1786 р. ірландець Р. Еджуорт запропонував об’єднувати окремі ящики на колесах, у яких здійснювали транспортування корисних копалин, у цілі состави й розробив більш зручні типи вагонеток. Кінна відкатка отримала велике поширення в копальнях, а в Англії навіть було виведено спеціальну породу низькорослих коней для гірничих виробок – поні. Не випадково ідея й конструкції перших рейкових паротягів були розроблені саме гірничими інженерами-механіками Річардом Тревітіком і Джорджем Стефенсоном , як заміна коня машиною. 
Шотландський інженер Р. Тревітік працював на олов’яних рудниках Корнуола, де парові машини застосовувались для водовідливу. Він їх суттєво вдосконалив, утворивши відносно легку й потужну машину високого тиску (1802 р.). Йому належить ідея застосування паротягу на рейковій колії і перша його конструкція (1803 р.), яка була успішно випробувана 1804 р. Удосконалений паротяг Тревітіка тягнув п’ять вагонеток загальною вагою 25 т, що відкривало нові можливості для транспортування вугілля. Слабким місцем були крихкі чавунні рейки, які часом не витримували великої ваги й руйнувалися (інженер Ніксон тільки розпочав дослідження рейок з кованого заліза, але їх стале виробництво розпочалося з 1820 р.). За три роки наполегливої праці над поліпшенням транспортного агрегату й залізничної колії Тревітік збудував першу дослідну кільцеву колію в Лондоні, яка популяризувала винахід й доводила можливість його широкого застосування. На жаль, світ ще не ладен був сприйняти цю технічну новацію, виходячи не тільки з економічних, а й з психологічних і навіть релігійних пересторог. Чого варті численні англійські карикатури парового транспорту перших десятиріч XIX ст.! Уклавши всі заощадження у свій паротяг і не знайшовши зацікавленості й фінансової підтримки підприємців, Тревітик виїхав у Перу, де впроваджував свою парову машину на численних поліметалічних рудниках. Користь від його революційних винаходів у транспортній галузі мали інші (над створенням паротяга розпочали роботу інженери Бленкінсон, Меррей, брати Чемпей, Брентон, Хедлі та ін).
З дитинства Стефенсон працював погоничем коней на шахтній колії, що транспортувала у вагонетках вугілля на кілька миль. Пізніше на копальні Дьюлі замірював вміст газу (ця проблема стане стимулом для винайдення безпечного шахтного світильника, який Стефенсон створив 1815 р., майже одночасно з Г. Деві). У подальшому Стефенсон обслуговував шахтні парові машини, а 1812 р. став головним механіком Кіллінгуортських вугільних копалень. Щоб полегшити доставку вугілля на шахтну поверхню розробив спеціальну парову машину-лебідку, яка за допомогою каната тягнула вагонетки похилим стовбуром. 1814 р. Стефенсон спроектував і успішно випробував свій перший паротяг „Блюхер”, призначений для транспортування вугілля рудниковою рейковою колією. Уперше для створення тяглового зусилля використано силу тертя між колесами з ребордами й металевими рейками. Паротяг міг везти состав вагою 30 т, причому рухався безперервно.
За наступні п’ять років Стефенсон збудував ще 16 машин, удосконалюючи ті чи інші механізми, був ініціатором заміни литих чавунних рейок на ковані сталеві. 1819 – 1822 рр. він керував будівництвом 13-кілометрової залізничної гілки між вугільною шахтою Хеттона та Сандерлендом (це був перший протяжний шлях, де вдалося відмовитися від м’язової сили коней на користь механічної тяги). Стефенсон зумів переконати власників вугільних шахт, щоб ті збудували залізницю між Дарлінгтоном і Стоктоном (61 км), яку обслуговували його машини (у відкритих змаганнях вони значно випередили паротяги інших винахідників).
```
27 вересня 1825 р. залізниця відкрилась для публіки (ця дата вважається днем народження залізничного транспорту). Очевидець згадував: „У призначений час процесія рушила. В голові потяга їхав паротяг, який управлявся його творцем – Стефенсоном; за паротягом рухались шість вагонів з вугіллям і борошном; улід за ними – вагон з дирекцією і власниками залізниці; потім двадцять вугільних вагонів, пристосованих для пасажирів і вщент заповнених ними... Обабіч залізниці – величезний людський натовп; багато хто біг за потягом, інші скакали на конях верхи... Стефенсон збільшив швидкість до 15 миль за годину. Коли потяг прибув у Дарлінгтон, виявилось, що у вагонах було 450 пасажирів і що вага потяга була дев’яносто тонн”.
```

Таким чином, гірництво не тільки було осередком упровадження перших парових машин для водовідливу й вентиляції, але й галуззю, у якій народився залізничний паровий транспорт, причому перший паротяг Стефенсона буквально „вийшов із шахти”. Цікаво, що перші пасажирські вагони міжміської залізниці  „Дарлінгтон – Стоктон” були переобладнані з вугільних вагонів. Це свідчить, що гірництво було одним із найважливіших чинників технічного прогресу, де вирішувались найскладніші інженерні завдання й закладалися підвалини промислового поступу. 
Зауважимо, що перша міжміська залізниця в Росії (шоста у світі) була збудована 1837 р. між С.-Петербургом і Царським селом під керівництвом професора Віденської політехніки Франца Герстнера . Російські паротяги конструкції батька й сина Черепанових (Нижньо-Тагільський завод, 1834 р.) не були використані для розвитку залізничного транспорту імперії, замість них імпортувалися здебільшого англійські машини. Першими міжміськими залізницями на землях України стала „Перемишль – Львів” (1861 р.) на заході й „Одеса – Балта” (1865 р.) на півдні. На розвиток гірничо-металургійних регіонів України – Криворіжжя й Донбасу вплинуло спорудження 1884 р. Катерининської залізниці, яка сполучила м. Кривий Ріг з промисловими районами Придніпров’я та Донбасу (поєднала розробки залізної руди та вугілля).
Важко переоцінити роль бурхливого розвитку парового транспорту, як залізничного, так і водного , для скорочення часу обігу товарів і капіталів, для військових потреб, для промислового зростання. З’явилися нові, небачені раніше потреби в розробці заліза й вугілля для виробництва залізничних рейок, паротягів, вагонів, морських суден, а також палива для них. „Скорочення відстаней” і „підвищення швидкостей” стосувалось не тільки товарів, але й мільйонів людей, це значною мірою змінило їх побут, психологію, напрям думок.
На початок XX ст. парова машина досягла високого ступеня досконалості. За сто років розвитку її потужність підвищилася від 50-100 Н до 200 кН; економічність — від 0,3 % до 20 %; тиск пари, що впускається, –  від 0,1 ат до 120 ат; температура пари — від 100° до 400°С, число обертів вала на хвилину – від 20-30 до 1000 об/хв; питома вага машини знизилася від сотень до 1-2 кг на кожні 10 Н сили; необхідна площа, де розміщалася машина, зменшилася від декількох квадратних метрів до їх сотих часток на кожні 10 Н. ККД досяг 20-25 %.